# نسنا سیمون
نسنا سیمون (انگلیسی: Nsana Simon؛ زادهٔ ۱۱ مارس ۲۰۰۰) بازیکن فوتبال است.
وی همچنین در تیم ملی فوتبال زیر ۱۸ سال فرانسه بازی کرده‌است.